# Тумакшин, Михаил Тимофеевич
Михаи́л Тимофе́евич Тума́кшин (19 ноября 1918, Томылово, Симбирская губерния — 5 октября 1943, Киевская область) — командир роты 182-го отдельного моторизированного инженерного батальона, старший лейтенант. Герой Советского Союза.

## Биография
Родился 19 ноября 1918 года в селе Томылово (ныне — Кузоватовского района Ульяновской области). Мордвин. В 1936 году окончил Ташкентский паровозостроительный техникум, работал помощником паровозного машиниста на станции Хаваст Ташкентской железной дороги.
В 1939 году был призван в Красную Армию. В 1941 году окончил Иркутское военно-инженерное училище. Участник Великой Отечественной войны с июня 1941 года. Командир роты 182-го отдельного моторизированного инженерного батальона старший лейтенант Тумакшин особо отличился при форсировании Днепра.
В конце сентября — начале октября 1943 года при форсировании реки Днепр в районе населенного пункта Сваромье старший лейтенант Тумакшин умело организовал наведение переправ, обеспечивая переправу войск на плацдарм. Затем руководил строительством моста через реку, который сдали в эксплуатацию досрочно — через 11 дней.
Во время одного из налетов вражеской авиации Тумакшин получил тяжелое ранение в голову. Скончался 5 октября 1943 года в медсанбате.
Был похоронен в деревне Козлицы, после войны перезахоронен в городском парке города Переяслав Киевской области.
Указом Президиума Верховного Совета СССР от 3 июня 1944 года за образцовое выполнение боевых заданий командования на фронте борьбы с немецко-вражеским захватчиками и проявленные при этом мужество и героизм старшему лейтенанту Тумакшину Михаилу Тимофеевичу присвоено звание Героя Советского Союза посмертно.
Награждён орденами Ленина, Красной Звезды.
Имя Героя носит школа на станции Хаваст Янгиерского горсовета Сырдарьинской области, на родине, в селе Томылово, установлена стела.(Уже нет такой школы).